# Нетинфо
Нетинфо (изписвано също Netinfo, Нет Инфо или NETINFO) е българска дигитална медийна и технологична компания, която се занимава с развиване и поддържане на информационни и портални уебсайтове. Към момента „Нетинфо“ е част от „Нова Броудкастинг Груп“. „Нетинфо“ е една от най-големите дигитални медийни и технологични компании в България, която достига до 79% от интернет потребителите в страната. По данни на Gemius за декември 2016 година аудиторията на сайтовете е 49,20% мъже и 50,80% жени.
В портфолиото на „Нетинфо“ са известни български уебсайтове, сред които АБВ Поща, Vbox7, Vesti.bg, Dariknews.bg, Sinoptik.bg, Edna.bg, Gong.bg и много други.
Дейността си започва през 1998 г. с информационно-развлекателния сайт netinfo.to, преименуван на netinfo.bg през март 1999 г. и на vesti.bg през 2009 г. 3 месеца по-късно придобива известния портал gyuvetch.bg, а в края на същата година започва да работи сайтът за безплатна електронна поща abv.bg. Следва процес на активно приобщаване на партньорски сайтове. През септември 2004 г. спортната секция на netinfo.bg се обособява като отделен сайт – sportni.bg.
През следващите години компанията развива дейността си, стартирайки и нова услуга, наречена Zoom.bg. През 2007 г. компанията решава да разшири партньорската си мрежа и сключва партньорство с още 3 млади сайта от така наречените web 2.0 сайтове: Svejo.net, Lubimi.com и BGReporter.com, като изкупува също сайта за видео споделяне Vbox7.
През април 2008 година „Нетинфо“ става част от Sanoma Magazines International, четвъртата по големина издателска група в Европа. През същата година стартира информационният сайт на финансови теми pariteni.bg, сайта за забавни онлайн игри vgames.bg, сайта за прогноза на времето в България и по света sinoptik.bg, както и файловия организатор dox.bg – обогатен вариант на вече съществуващата услуга „Чекмедже“ в abv.bg. През месец май 2009 г. компанията пуска и онлайн радиото vmusic.bg.
През април 2013 г. „Нетинфо“ е закупена от „Дарик нюз“ ЕООД, собственост на „Дарик радио“ АД, а по-късно 70% от нея са придобити от „Нова Броудкастинг Груп“.
През 2015 г. „Нетинфо“, заедно с „Нова Броудкастинг Груп“, стартира продуцентската компания 7Talents, ангажирана в продуцирането и разпространението на оригинално авторско съдържание. Продукциите на 7Talents могат да бъдат открити във Vbox7.com.
В началото на 2016 г. компанията придобива 51% от сайта за групово пазаруване Grabo.bg, както и 51% от онлайн магазина Trendo.bg. Със същата сделка Нет Инфо закупува и мажоритарния дял в онлайн каталога за туристически локации в България Opoznai.bg. От юни 2016 г. компанията притежава и 20% от уебсайта Broshura.bg – сайт за сравнение на онлайн брошури, който оперира и на международния пазар. През януари 2017 г. компанията закупува 20% от eBag.bg – технологична компания за онлайн пазаруване на хранителни стоки и продукти за дома и офиса.
През юни 2017 „Нетинфо“ стартира платформа за резервации на хотели Nastani.bg. Проектът е разработка на сайта за групово пазаруване Grabo.bg, който също е част от „Нетинфо“.
От март 2019 г. „Нетинфо“ е собственост на братята Кирил и Георги Домусчиеви, които придобиват 100% от акциите на „Нова броудкастинг груп“ АД чрез дружеството „Адванс медиа груп“ ЕАД (част от холдинга „Адванс пропъртис“ ООД).